# François Crépin
François Crépin (30. října 1830 Rochefort – 30. dubna 1903 Brusel) byl belgický botanik.
Byl ředitelem bruselské botanické zahrady. Je po něm pojmenován rostlinný rod Crepinella March a také mys Crépin Point na Ostrově Krále Jiřího v souostroví Jižní Shetlandy.

## Dílo
- Manuel de la Flore de Belgique, 1860
- Primitiae monographiae Rosarum, 1869–1882

Pro autorskou značku Crép. eviduje databáze IPNI tento seznam popsaných rostlin.